# 1060 Magnolia
1060 Magnolia este un asteroid din centura principală, descoperit pe 13 august 1925, de Karl Reinmuth.